# František Halas
František Halas (Brno, 3 de outubro de 1901 — Praga, 27 de outubro de 1949) foi um poeta, editor e tradutor de nacionalidade e língua checa, nascido nos domínios do Império Austro-Húngaro, sendo um poeta representativo das vanguardas do período anterior e mesmo durante a II Guerra Mundial na antiga Tchecoslováquia, participando do grupo Devětsil, o qual terminou no início da década de 1930.
Provindo de uma família de classe operária de trabalhadores têxteis pobres, a partir de 1921 começa a editar um jornal de orientação comunista. Em 1936, casou-se e teve dois filhos mais tarde.
Durante a guerra, trabalhou na resistência anti-nazista e no Comitê Revolucionário Nacional dos Escritores. Após a libertação do país, tornou-se chefe do departamento de publicações do Ministério da Informação, da Assembleia Nacional e foi presidente do Sindicato dos escritores checos. Desde o início da guerra, tem problemas cardíacos.
Seu primeiro livro de poesias, Sepie (Sépia, 1927) trata de temas como o sono eterno e o nada, e aproximam-no do Poetismo e do Existencialismo.
Amigo de nomes como o Nobel de Literatura Jaroslav Seifert, e principal incentivador de poetas como Jiri Orten, inovador poeta judeu-checo que escreveu sob pseudônimos devido à perseguição imposta pelo regime nazista.

## Obra poética
- Sépia (1927)
- O galo espanta a morte (1930)
- Genciana (1933)
- Nossa Senhora Bozena Nemcová (1940)
- Sinal do Dilúvio (1945)

## Fonte
- Kučerová, Lucie. František Halas. Rubriky Rozhovory, Monografie. Promlky. Jan Chlumský et alii. República Checa.